# Translation Memory eXchange
TMX (Translation Memory eXchange — Обмін пам'яттю перекладу) — відкритий формат файлів XML для обміну даних пам'яті перекладів, які створюються у процесі автоматизованого перекладу.
Вихідний формат TMX розроблений та підтримується групою OSCAR (Відкриті стандарти для повторного використання контейнерів/контенту), що входить до складу LISA (Асоціація стандартів індустрії локалізації). Введений у 1998 році, формат TMX дає змогу полегшити обмін даними між програмами й перекладачами майже без втрат важливих даних. Станом на 2020 рік, останньою версією цього формату є 1.4b. Він дає змогу відновлювати оригінальні документи та документи їх перекладу з файлу TMX. Версія TMX 2.0 була оприлюднена для суспільного обговорення й тестування в березні 2007 року.

## Програми для роботи з TMX-файлами
- TMX Editor [Архівовано 29 серпня 2010 у Wayback Machine.], редактор TMX-файлів.
- TMXValidator [Архівовано 27 серпня 2009 у Wayback Machine.] перевіряє коректність TMX файлів.
- CSVConverter [Архівовано 30 серпня 2009 у Wayback Machine.], створює TMX файли з CSV файлів.
- Apertium, платформа для машинного перекладу, може використовувати правила з TMX.